# Hovermo
Hovermo är en by i Myssjö distrikt (Myssjö socken) i Bergs kommun, Jämtlands län.
Hovermo ligger i västra delen av Myssjö, vid länsväg 321, som går mellan Svenstavik och Mattmar.
Byn är bland annat känd som födelseplats för generalen Georg Adlersparre, en av de ledande vid revolutionen 1809, och en minnessten över honom finns i byn.
I Hovermo ligger Hovermo gårdsmuseum.